# 프랑스령 북아프리카
프랑스령 북아프리카(프랑스어: Afrique du Nord française, 약칭 ANF)는 프랑스 식민제국의 북아프리카 마그레브 지역 내 영토였던 알제리, 모로코, 튀니지의 3개 지역을 통칭하는 용어이다. 프랑스 식민지와 행정기관을 아우르는 연방체로 존재했던 프랑스령 서아프리카, 프랑스령 적도 아프리카와는 달리, 프랑스령 북아프리카는 3개 지역 모두 서로 다른 식민체제 하에 별도로 통치되고 있었기 때문에 이들 영토를 가리키는 편의적 용어에 지나지 않았다.

## 역사

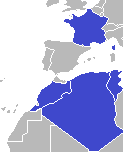
프랑스령 북아프리카의 영역. 알제리, 튀니지, 모로코의 3개 지역을 아우르는 용어이다.

일찍이 16세기부터 북아프리카 일대를 느슨하게 통치했던 오스만 제국의 몰락으로 19세기부터 유럽 열강의 공격과 진출에 취약해지기 시작하였다.
1830년 프랑스군은 알제를 점령하고, 1848년부터는 알제리 전역을 차지하여 1962년까지 프랑스 본토의 일부로 취급하였다. 알제리에는 긴 세월 동안 유럽대륙에서 건너온 이주민이 정착하게 되었는데 이들을 '피에 누아르' (Pied-Noirs)라고 부른다.
알제리 너머의 북아프리카 일대에 영향력을 확대하고자 하였던 프랑스는 알제리 동쪽과 서쪽에 보호령을 세우기에 이르렀다. 튀니지는 1881년 짧은 군사작전으로 프랑스 튀니지 보호령이 되었으며, 모로코는 1912년 장기간의 군사작전을 거쳐 프랑스 모로코 보호령이 수립되었다. 이들 두 보호령은 1956년 3월 20일 튀니지, 같은해 4월 7일 모로코가 완전한 독립을 얻으면서 역사 속으로 사라졌다.
북아프리카에 대한 프랑스의 식민통치는 알제리 전쟁 (1954년~1962년)과 1962년 3월 에비앙 협정으로 마침내 종식되었으며, 1962년 7월에는 알제리 독립 국민투표가 치러졌다. 알제리는 같은 달에 정식 독립에 이르렀다.

## 같이 보기
- 아프리카군(프랑스)
- 프랑스 식민지 제국
- 프랑스의 알제리 침공
- 알제리 민족주의
- 1954년 11월 1일 선언
- 모로코 독립 선언

## 관련 문헌
- 에드워즈, 앨버트, 프랑스령 북아프리카 스케치 (2009)

- Edwards, Albert, Sketches of French North Africa (2009)
- Gottmann, Jean, Economic problems of French North Africa (1943)
- Liebesny, Herbert J., The Government of French North Africa (1943)
- Thomas, Martin, French Empire Between the Wars (2005)
- Wallerstein, Immanuel M., Africa: The Politics of Independence and Unity (1961)